# 江油鱼属
江油鱼（学名：Kiangyousteus）是一种已灭绝的鱼类，属于盾皮鱼纲节甲鱼目，生活于泥盆纪中期。由中国古生物学家乐森璕在1955年发现于四川省江油县观雾寺附近的铺路石板上，这是首次在中国发现节甲类鱼化石。身体中等大小。头后甲片表面布有具放射纹的突起，且大小不等。保存的头甲部分的松果片薄而低平，呈五角放射形。中背甲略呈长方形，长度超过宽度，中轴部隆起两侧翼低下。中背甲前缘薄且凹入较深，后缘厚而向后凸伸。前腹甲扁平，略呈等边三角形。